# Grossu Minutu

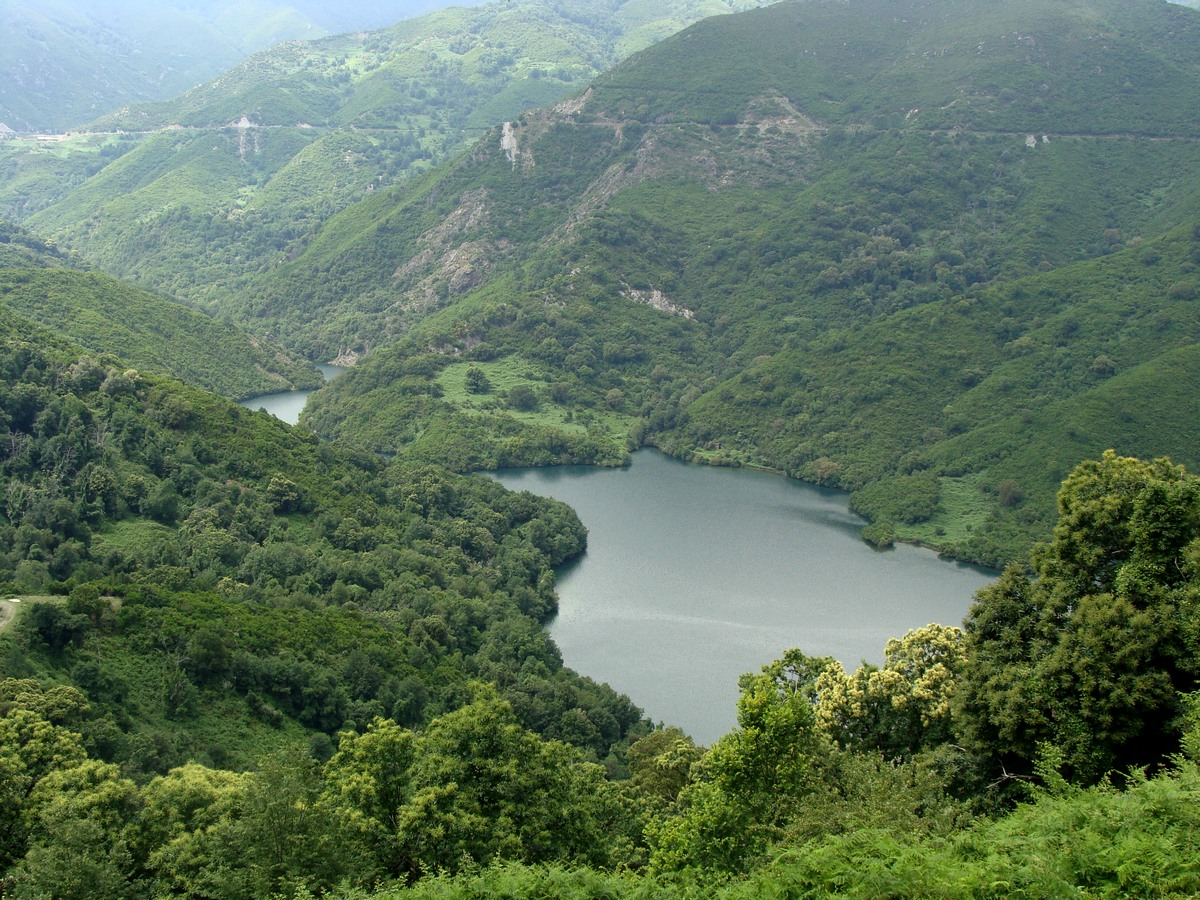
La vallée de l'Alesani et le lac de retenue, vus depuis Chiatra en direction du nord-ouest.

Grossu Minutu, ou aussi Minutu Grossu, est un personnage central du folklore corse, notamment pour ses réparties et contes villageois.

## Une historicité controversée
D'après la tradition, Pietro Giovanni serait né à Perelli, village de l'Alesani, vers 1715, orphelin de père. De constitution chétive, il fut surnommé Minutu (le malingre). Il exerça plusieurs petits métiers, dont celui d'aide-muletier qui le fit voyager dans toute la Corse où son sens de la repartie le rendit populaire. Puis, suivi de son âne, il fut marchand ambulant de bimbeloterie. Avec le temps il prit de l'embonpoint, d'où un nouveau surnom  : U Grossu Minutu, le Gros Malingre. En fait il resta surtout connu comme « chétif », et les gens s'adressaient à lui en disant, au vocatif, O Minu'.
Après avoir traversé les troubles de l'époque, un moment emprisonné, il serait mort à 86 ans, marié et avec des fils.
À Perelli on montre sa maison, des livres et des sites lui sont consacrés mais le personnage a rejoint depuis longtemps l'imaginaire collectif. C'était le personnage laïc favori évoqué durant les veillées : O' Mamo, contaci una fola di U Grossu Minutu (« Grand'Mère raconte nous une histoire de Grossu Minutu ») était un leitmotiv. La verve populaire le faisait voyager à Marseille ou Paris et sa temporalité était incertaine, à la fois quasi contemporain car les vieux affirmaient l'avoir connu, mais aussi familier de Pascal Paoli.

## Un esprit caustique et moqueur
De façon très curieuse, son alter ego habituel est le principal héros de la Corse, Pascal Paoli. L'homme des Lumières incarne la sagesse questionnante et U Minutu Grossu lui répond avec malice au nom du bon sens populaire, parfois à la limite de la bouffonnerie. D'autres histoires, les plus appréciées, le montre comme particulièrement caustique. Il n'hésite pas à profiter de son statut de comique reconnu et gare à la famille qui oublie de l'inviter à un banquet de mariage, elle reçoit son lot de moqueries acides mais enveloppées dans les mots de la sociabilité villageoise.
Le personnage a été le sujet d'au moins une pièce de théâtre, d'une BD, a été incarné à la radio.